# Museo de los niños

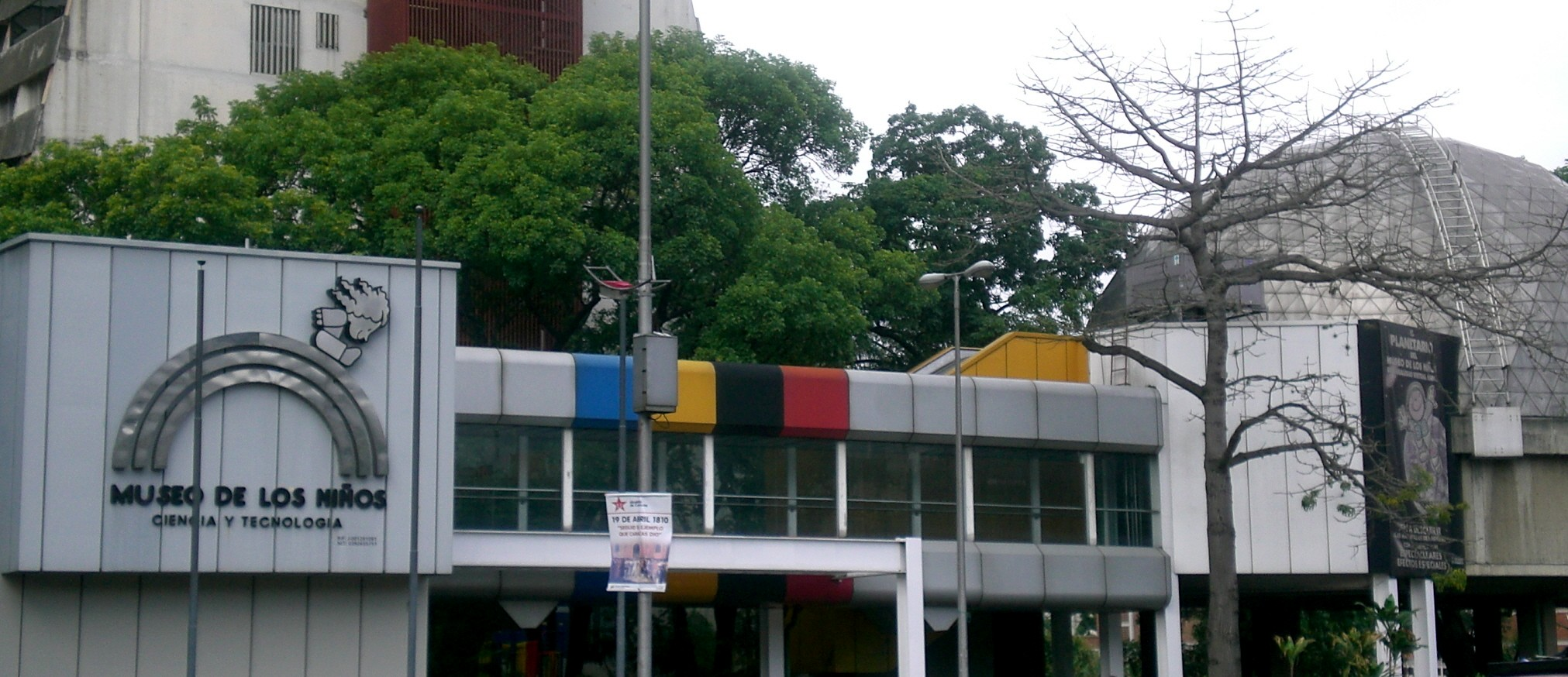
Museo de los niños

Il Museo de los Niños è un'istituzione privata, senza scopo di lucro, situata a Caracas, fondato da Alicia Pietri. Si prevede che i bambini "imparano giocando" i principi della scienza, tecnologia, arte e dei valori fondamentali della società.
Per compiere il suo scopo, il museo presenta ai visitatori mostre realizzati con componenti meccanici, elettronici, gli esseri viventi e componenti per mobili, con supporto grafico che manipolano e interagiscono per contemplare l'ottenimento di informazioni, conoscenze ed esperienze che rafforzano l'apprendimento.

## Storia
Nei primi mesi del 1974, la grande sfida era come realizzare un museo per bambini, con lo scopo di aiutare l'educazione e della ricreazione per i bambini attraverso la diffusione della scienza, tecnologia, arte e valori fondamentali della società e diventare un famoso centro scientifico per i bambini del Venezuela.
Il museo aveva bisogno di un simbolo per il pubblico; Jorge Blanco ha vinto un concorso con una proposta basata sulla combinazione di due aspetti: il mondo della scienza e i bambini.
È stato stabilito che le aree fondamentali sarebbero state biologia, comunicazione, ecologia e fisica presentati attraverso mostre ed esperienze principalmente rivolte ai bambini tra i 6 e i 14 anni.
Il 5 agosto 1982 il museo aprì al pubblico.
Nel 1987 la Fondazione ha avviato degli incontri con la National Aeronautics and Space Administration (NASA) e le altre istituzioni statunitensi per fare un'indagine approfondita su quello che sarebbe stato presentato al pubblico.
Nel 2004 è stata montata una mostra per bambini in età prescolare chiamata "Una grande scatola di colori" per introdurre i bambini sotto i sei anni per la esplorazione e scoperta scientifica.